# Paul Bhatti
Paul Jacob Bhatti (Lahore, 1º settembre 1957) è un medico e politico pakistano.

## Biografia
Bhatti è un medico specializzato in Chirurgia pediatrica, generale e plastica estetica, dopo aver conseguito la laurea in Italia, all'università di Padova, dove era studente del Collegio Cuamm. È cristiano cattolico del villaggio di Khushpur e fratello di Shahbaz Bhatti. 
Ha svolto la professione di medico in Italia. In seguito all'omicidio del fratello di Shahbaz, tornò in Pakistan e prese il posto del fratello nel governo pakistano come ministro per le minoranze religiose.
Ha incontrato papa Francesco il 27 agosto 2014.
È stato Ministro dell'armonia e delle minoranze tra il 2011 e il 2014.